# Stazione di Kaneko
La stazione di Kaneko (金子駅?, Kaneko-eki) è una stazione ferroviaria situata nella città di Iruma della prefettura di Saitama, in Giappone. Essa serve la linea Hachikō della JR East e i servizi diretti sulla linea Kawagoe provenienti da Hachiōji.

## Linee
JR East
■ Linea Hachikō
■■ Linea Hachikō - Kawagoe (servizio ferroviario)

## Struttura
La stazione è costituita da due marciapiedi laterali con due binari passanti in superficie, collegati al fabbricato viaggiatori da una passerella. Sono presenti sensori automatici con il supporto alla bigliettazione elettronica Suica e distributori automatici di biglietti, oltre a servizi igienici e altri servizi.
| 1 | ■ Linea Hachikō           | per Haijima e Hachiōji           |
| 2 | ■ Linea Hachikō e Kawagoe | per Komagawa, Takasaki e Kawagoe |

## Stazioni adiacenti
| «             | Servizio      | »             |
| Linea Hachikō | Linea Hachikō | Linea Hachikō |
| ------------- | ------------- | ------------- |
| Hakonegasaki  | Locale        | Higashi-Hannō |